# Rio de la Plata Challenger
Il Rio de la Plata Challenger è stato un torneo professionistico di tennis giocato su campi in terra rossa. Faceva parte dell'ATP Challenger Series. L'unica edizione si è disputata a Río de la Plata in Argentina.

## Albo d'oro

### Singolare
| Anno | Campione   | Finalista              | Punteggio |
| ---- | ---------- | ---------------------- | --------- |
| 1981 | Eric Fromm | Fernando Dalla-Fontana | 6–2, 6–1  |

### Doppio
| Anno | Campioni                        | Finalisti                              | Punteggio     |
| ---- | ------------------------------- | -------------------------------------- | ------------- |
| 1981 | Roberto Carruthers Carlos Lando | Charles Buzz Strode Morris Skip Strode | 0–6, 6–1, 6–3 |